# Каро пуб
Каро пуб (рус. Бубновый валет) уметничко је удружење руских уметника које је основано на истоименој изложби крајем 1910. године у Москви.  
Чланови овог удружења између осталих били су М. Ларионова, Д. Бурљука (и његов брат Владимир) и други уметници окренути западноевропској уметности московске авангарде (Н. Гончарев). Попут уметника сродних западњачких струја који су излагали на овој изложби (експресионисти и фовисти) и уметници каро пуба су трагали за могућношћу да се одвоје од академске традиције и да је замене новим средствима изражавања. 
Група се распала 1912. године, а наследила ју је много радикалнија група Магарећи реп. 